# Pandémie de Covid-19 au Cambodge
La pandémie de Covid-19 au Cambodge démarre officiellement le 27 janvier 2020.
À la date du 30 octobre 2022, le bilan est de 3 056 morts.

## 2020
Le 27 janvier, le Cambodge a confirmé le premier cas de Covid-19 à Sihanoukville, un Chinois de 60 ans, Jia Jianhua, se rendant dans la ville côtière de Wuhan avec sa famille le 23 janvier. Trois autres membres de sa famille ont été placés en quarantaine car ils ne semblaient pas présenter de symptômes, tandis qu'il a été placé dans une pièce séparée à l'hôpital de référence de Preah Sihanouk,,. Le 10 février, après avoir été traité et gardé sous observation pendant deux semaines, il s'était complètement rétabli, a déclaré le ministère de la Santé en raison d'un test négatif pour la troisième fois par l'Institut Pasteur du Cambodge. La famille a finalement été renvoyée et a regagné son pays d'origine le lendemain, parmi les 80 ressortissants chinois arrivés à Sihanoukville sur le même vol que Jia, la plupart sont depuis rentrés en Chine, bien que la ville de Wuhan reste en quarantaine,.
Le long de l'année, plusieurs cas ont été décelés sur différents groupes, tout en restant apparemment sous contrôle, les personnes testée positives étant mises en quarantaine et des mesures strictes étant prises.

## 2021
Le virus s'est répandu lors d'un évènement que les journaux appellent l'évènement du 20 février. Un groupe a été testé positif et devait resté isolé à l'hôtel Sokha, mais la plupart des individus ont fait le mur et ont largement répandu le virus dans différents endroits. Le premier mort du Covid 19 au Cambodge se produit le 23 février. 
La situation s'aggrave rapidement et un couvre-feu est décrété pour le 1er avril.
Le 15 avril, la ville de Phnom Penh est bouclée d'abord pour une durée de deux semaines, certains quartiers sont interdits d'entrée-sortie, sauf avec certaines dérogations notamment les livreurs; de fait cette situation se poursuit jusqu'au 5 mars 2021.
Les grandes villes sont alors divisées en 3 zones.
- Rouge : cas d'infection importants, les personnes restent confinées, seuls quelques transports strictement nécessaires, sont autorisés.
- Orange : cas d'infection moyen, les conditions sont moins sévères, les personnes peuvent aller travailler et la plupart des activités sont possibles.
- Jaune : peu de cas d'infections, les conditions sont pratiquement normales.

Après le 5 mars 2021, il ne reste plus que des zones rouge, strictement contrôlées et jaunes où les gestes barrières (dont le port du masque) doivent être respectées. Les zones rouges sont continuellement revues et leur délimitation change tous les jours, quelquefois pour quelques heures.
À Phnom Penh, le 22 mai 2021 les restaurants peuvent rouvrir. Le 15 septembre 2021 les écoles peuvent rouvrir, généralement en hybride, c'est-à-dire un jour de présentiel alterne avec un jour de distanciel. Début octobre les écoles peuvent ouvrir en présentiel.
Le premier cas d'omicron est apparu le 15 décembre 2021.

## 2022
Le 9 janvier 2022 150 cas de omicron sont connus ; le 27 février 2022, le chiffre est monté à 9 000 cas, le 24 mars 2022 à 14 800 cas mais la courbe semble fléchir.

## 2023
Officiellement, aucun mort n'est encore signalé pour cette année.

## Vaccination
Le Sinopharm et le CoronaVac (tous deux fabriqués en Chine) et l'AstraZénécasont sont utilisés.
Dans un premier temps, la campagne de vaccination est focalisée sur les zones rouges, ainsi que les secteurs prioritaires comme les forces armées, les travailleurs médicaux, les enseignants, les personnes travaillant dans l'industrie du textile (représentant un secteur clef pour l'économie du pays). Puis rapidement des centres de vaccination sont ouverts dans le pays.
La totalité des habitants de la ville de Phnom Penh désirant se faire vacciner, a dû l'être dès début juillet. Les équipes ne vaccination se sont ensuite rendu dans les provinces.
Fin octobre, 10 000 000 d'adultes et 2 000 000 d'enfants ayant entre 11 et 17 ans, sont vaccinés, ce qui représenterait 80% de la population. Le Japon et la Chine font régulièrement cadeau de doses de vaccin.
Le 15 décembre 2021, des rapports montrent que deux doses de Sinovac (le vaccin le plus utilisé dans le pays) ne sont pas efficaces contre le variant Omicron.
Le 27 février 2022, environ  7 000 000 de personnes ont reçu la troisième dose de vaccin.